# Раст, Рене

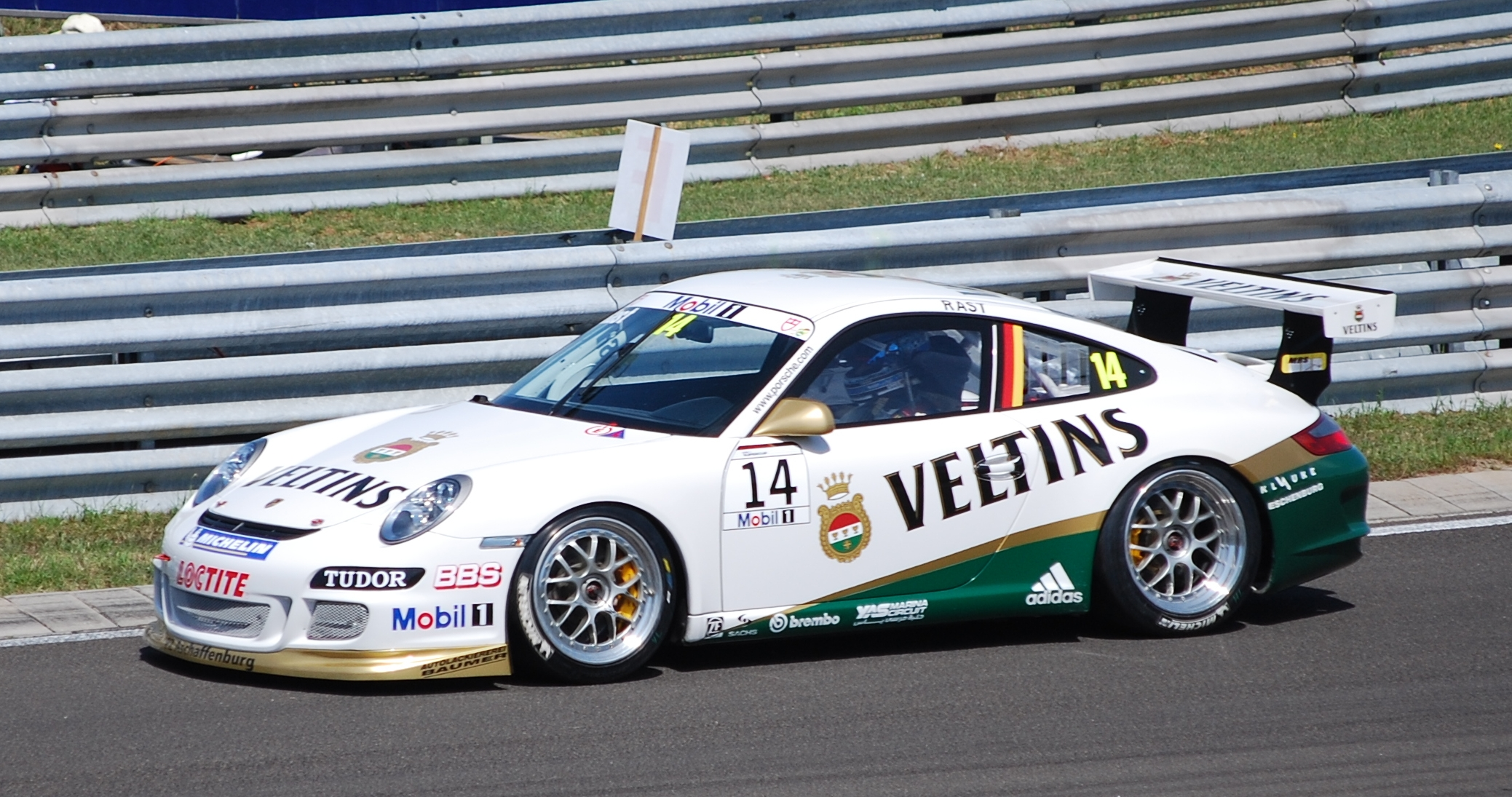
Рене Раст за рулем Porsche 911 GT3 Veltins MRS Team Суперкубка Порше, Хунгароринг, 2009 г.

Рене́ Раст (нем. René Rast; род. 26 октября 1986, Минден, Северный Рейн-Вестфалия, ФРГ) — немецкий автогонщик, 3-кратный чемпион в серии DTM (2017, 2019, 2020)

## Биография
Свою гоночную карьеру он начал в картинге в 1996 г., а в 2002 г. выиграл молодёжный кубок ADAC. Сезоны 2003 и 2004 гг. он провел в Формуле БМВ, но заметных результатов там не показал — 18е и 23е место, после чего решил перейти в кузовные гонки, а именно в Кубок Фольксваген Поло. В первый же год он выиграл 6 из 10 гонок и ещё раз поднялся на подиум, став в итоге чемпионом. Следующий, 2006й год, он встретил в новой серии уикенда ДТМ — Кубке Сеат Леон — в составе сильной команды GAG Racing Team, что принесло результаты — из 15 гонок он выиграл 3, ещё в пяти поднялся на подиум и проиграл борьбу за титул только в последней гонке сезона, из-за столкновения с Томасом Маршаллом. Сезон 2007 г. Рене встретил в следующей по рангу серии уикенда ДТМ — Немецком Кубке Порше — в составе MRS-Team. Но тяжелые заднемоторные Порше требовали особых навыков, и Рене закончил сезон на 10 м месте, один раз поднявшись на подиум (в Зандворте). Также он провел одну гонку в родственном Суперкубке Порше, но в итоге сошёл. Сезон 2008 г. он встретил подготовленным и доказал это победой в первой же гонке Немецкого Кубка в Хоккенхайме. И хотя больше ему победить не удалось, несмотря на 3 старта с поул-позиции, он стабильно провел сезон, ещё 5 раз поднявшись на подиум (из 9 гонок всего) и в итоге стал чемпионом. В Суперкубке его дела были не столь хороши и, несмотря на 4 старта с первого места, он лишь 1 раз поднялся на подиум, став по итогам чемпионата 5 м. В 2009 г. он сосредоточился на выступлениях в Суперкубке и занял второе место по итогам чемпионата, а в 2010 г. выиграл.

## ДТМ
Дебютировал в сезоне-2016.
18 июня 2017 одержал первую победу во второй гонке в Будапеште, в результате чего возглавил таблицу чемпионата. За рулем Audi стал Чемпионом-2017 года, а также в 2018 году и 2020 году, став трёхкратным чемпионом DTM серии.

## Личная информация
Рене Раст проживает в Штейерберге (Нижняя Саксония) с подругой Дианой, хотя официально ещё холост. Кроме автоспорта, он увлекается экстремальными видами — лыжами и маунтинбайком. Своим кумиром считает Айртона Сенну, а своей целью — участие в ДТМ.